# Merostachys magnispicula
Merostachys magnispicula är en gräsart som beskrevs av Tatiana Sendulsky. Merostachys magnispicula ingår i släktet Merostachys och familjen gräs. Inga underarter finns listade i Catalogue of Life.